# Langaskjeret (Fitjar)
Ne doit pas être confondu avec Langaskjeret, Langaskjeret (Stord) ou Langaskjeret (Øygarden).
Langaskjeret est une île dans le landskap Sunnhordland du comté de Vestland. Elle appartient administrativement à Fitjar.

## Géographie
Rocheuse et désertique, à fleur d'eau, elle s'étend sur environ 145 m de longueur pour une largeur approximative de 63 m. 